# 진주 하씨
진주 하씨(晋州河氏)는 경상남도 진주시를 본관으로 하는 한국의 성씨이다. 진양 하씨(晋陽河氏)라고도 불리며 시조는 하공진(河拱辰), 하진(河珍)의 두 계파가 있다. 본래는 같은 뿌리에 연원을 두고 있지만 고려초기 시조로 볼 수 있는 복야공의 휘(이름)를 상고 할 수 없어 그 후손인 사직공파 하진, 시랑공파 하공진을 각 파조의 시조로 분파하여 불리게 된 것이다.

## 역사
진주 하씨는 백제시대 부터 존속한 성씨라고 한다. 통일신라말과 고려개국 당시 부터 진주(진양)지방의 영향력을 행사하던 토착세력인 호족이었다. 고려개국 당시협력하여 태조 왕건으로부터 토성을 분정받았다. 진주하씨는 고려초기 부터 재경관인과 재지세력으로 분화 되어 활동하였고 일부인물들은 고려말기 학문적 소양을 갖추어 성리학을 기반으로 한 신진사대부 대열에 합류하기도 한다. 조선 문종 2년 1451년에는 경태보가 편찬되었다. 이는 국내에서 가장오래된 안동권씨 성화보 보다 25년이 앞서고 세종 2년 1423년 편찬된 문화류씨 영락보에 이어 두번째 오래된 족보이지만 임진왜란 당시 소실되어 현재는 세보서문만 국립중앙전자도서관에 남아 있다. 이에 다시 1606년 진양하씨세보를 발행하고 숙종 46년 1719년 기해보를 출간한다. 진주하씨는 영남지역에서 학문적 성과를 이룬 학자들을 많이 배출하였다.
사직공파는 고려말 하즙, 하윤원, 하유종 3대에 걸쳐 봉군 작위를 부여받았다. 또한 하즙, 하윤원, 하자종, 하연에 이르기까지 여말선초 4대에 이르러  재상직을 배출한다. 고려 공양왕의 3녀인 경화궁주와 결혼한 부마 강회계의 외조부가 하즙이다. 하자종의 딸은 덕수이씨 춘당공 이양(1367~1447)에게 출가하였는데 율곡 이이 6대조가 된다. 또한 하위지는 사육신의 한 사람으로서 아버지 하담이 문과급제 하고 아들 하강지, 하위지, 하기지 3형제가 문과에 급제하여 당대 사람들로 부터 찬사를 받았다. 하위지는 세종의 총애를 받아 사가독서를 하고 집현전에서 왕을 보좌하며 많은 업적을 남겼다. 여러 관직을 두루 거쳐 예조참판에 이르러 단종복위 계획이 탄로나 아버지와 아들, 형제들까지 모두 처형된다. 그리고 사직공파에서는 세종. 문종 대에  정승을 역임한 종묘배향공신 영의정 하연이 대표적인 인물이다. 하연은 국구 심온의 사위인 강석덕의 이모부이며 차남 하제명은 소헌왕후 심씨의 사촌인 심석준(심온의 형 심징의 아들)의 사위이다. 당대 명문가를 이루었고 청백리와 승평수문의 재상으로 평가받는다. 하연은 후손들에게는 정계진출을 삼가하고 학문과 농사일에만 전념하도록 유언하였다.
시랑공파는 하공진 순국 후 300년 동안 그 후손들이 고려조에 공신 대우를 받아 4대 현손에 이르기까지 관직을 제수받게 된다. 고려 충선왕(1308년) 교지에도 그 후손들을 특별한 대우를 하라고 명시되어 있다. 고려조에는 하탁회, 하정재, 하남수,하소를 비롯하여 하소의 아들인 하호, 하부 하부심 3형제가 문과급제를 하여 조정으로부터 양친이 전곡을 하사받았다. 이처럼 5대 걸쳐 문과급제자를 배출한다. 그리고 조선초 무관으로서 명성을 떨친 하경복, 하한, 하숙보는 3대에 이어 고위 무관관료를 거쳐 중추원의 재상직에 임명되었고 조정으로부터 시호를 추서받았다. 시랑공파에서는 조선 태종 대에 국가의 초석을 다지는데 공헌한 종묘배향공신 영의정 하륜이 대표적인 인물이다. 그는 권문세족인 이인복, 이인임의 조카사위이기도 하다. 고려말 최고의 학자이자 관료였던 목은 이색의 손녀인 한산 이씨(장남 이종덕의 딸)가 하륜의 며느리가 된다. 그리고 하륜의 누이는 직제학 류극서의 처인데 태조의 8남 이방석의 세자빈 현빈 심씨(심효생의 자)에게 외숙모이다. 
진주하씨는 고려초기 부터 출사하여 드러나지 않게 다방면에서 활동을 하였다. 진주에서는 충,효,절의로서 명성이 높다. 그런데 계유정난 후  하위지가 단종복위를 위한 사육신 사건에 연루되어 집안이 큰 화를 입게되자 진주하씨는 중앙정계의 진출을 지양하고 후진양성과 학문탐구에 비중을 두었다. 문효공 하연 계열의 후손들이 번영하여 진주(진양)하씨의 과반수 이상을 차지하고 있다. 진주하씨와 관련한 상당수의 문화재는 진주시를 중심으로 인근지역에 주로 산재 해 있고 국립진주박물관, 경상국립대 박물관에도 기증되어 있어 관람할 수 있다. 진주하씨는 관향인 경남지역에 많이 거주한다.
- 시랑공파(侍郞公波)  -
- 시조 하공진(河拱辰)은 진주출신이다. 고려 성종 때 압강도구당사(鴨江渡勾當使)가 되었고 목종 때 중랑장(中郎將)으로 왕의 경호를 담당하던 중 강조의 정변에 가담하게 된다. 현종 때 문관직인 좌사낭중을 역임한다. 거란2차 침입 때 피난 중인 현종을 자진해서 알현하고 특명을 받아 외교술을 발휘하여 거란성종을 설득시킨다. 결국 거란군은 개경에서 철군하게 된다. 거란황제 성종은 하공진의 인품과 능력을 높이 평가하여 거란국의 신하로 크게 대우를 하였으나 하공진은 고려국의 신하임을 잊지 않고 여러 차례 탈출을 계획하다 적발 된다. 거란황제로 부터 심문을 받던 중 여러 번 회유를 받았지만 이를 단호히 거절하고 순국함. 사후 문하시랑평장사에 추증되었다.[1]  충신을 기억하기 위해 하공진놀이가 민중에 널리 전래되게 된다.
  - 10세손 하을지(河乙沚)가 1344년 문과에 장원급제하고, 홍건적의 침입 때 개경을 수복한 공로로 1363년(공민왕 12) 1등공신이 되었다. 1376년(우왕 2) 계림원수, 전라도원수 겸 도안무사(全羅道元帥兼都安撫使)가 되었다.
  - 11세손 하륜(河崙) 아버지는 순흥부사를 역임한 하윤린, 어머니는 진주강씨로 1348년 진주에서 출생함. 공민왕 14년 1365년 19세 나이로 문과 급제하고 목은 이색의 문하에서 수학하며 신진사대부들과 가깝게 지냄. 조선 개국 초부터 동문수학 하던 정도전과 갈등을 빚으면서 철저히 견제를 받는다. 친구인 민제를 통해 그의 사위 이방원을 소개받게 된다. 1차 왕자의 난을 일으켜 정사공신 1등이 되고 2차 왕자의 난을 진압한다. 조선초기 국가제도를 정비하고 행정체계를 확립하는데 큰 기여를 하였다. 조선 태종(太宗)대에 좌의정, 영의정(領議政)을 엮임하였고 70세에 객사한다. 매사에 언행이 신중하고 임금의 심증을 잘 읽었다. 자신의 권력을 확장하거나 세력을 만들지 않았고 태종으로부터 절대 신임을 받는다. 조선태종 종묘배향 공신이다.
  - 하경복 중시무과 급제후 함길도병마절제사 등 15년간 북방을 수비하고 군사교재 계축진설 편찬에 참여 하였고 1435년 의정부찬성, 판중추원사 역임하였다. 세종은 동생 하경리가 형 대신 부모 봉양을 할 수 있게 고향인근 지방수령을 역임할 수 있게 배려해 주었다.
  - 하숙보  세조 때 무과에 급제하여 남이, 어유소 등과 여진정벌에 공을 세움, 무관이었으나 그의 자질을 높이 평가한 세종의 신임으로 성절사로서 사신으로 명나라에 다녀옴, 특진관에 임명되고 향후 형조참판,  충청도관찰사, 한성좌윤, 경상좌도병마절도사, 동지중추부사 등 역임한다.  시호는 경절공이다. 양정공 하경복의 손자이며 아버지는 강장공 지중추원사 하한이다.
  - 하비  단종 때 선략장군 용양위호군을 역임함. 군수를 지낸 하지명의 아들이다. 단종의 선위로 관직을 그만두고 밀양으로 이거하여 정착함. 호군공파의 파조가 된다 . 조선 중종 때 훈구파 대신으로 기묘사화를 일으킨 영의정 남곤은 하비의 외손자이다. 그리고 남곤의 어머니인 하비의 딸은 연산군 때 권신 임사홍의 외숙모가 된다.
  - 하수일  조선중기 학자  1591년 문과급제 후 요직인 형조정랑, 이조정랑, 경상도 도사를 지낸 후 관직을 그만 두고 귀향 후 정사를 짓고 후학을 양성함. 남명학을 전수하며 많은 제자를 길러내고 송정문집을 남김

- 사직공파(司直公波) -
- 시조 하진(河珍)은 문관 관료로서 고려 정종(靖宗)과 문종(文宗)조에 사직(司直)을 지냈다.
  - 9세손 하즙(河楫)이 1324년(충숙왕 11년) 문과에 급제하여 정치도감의 정치관으로 활동하였고 사헌부 대관으로 기황후 일족을 처단하였다. 문하찬성사(贊成事)로 치사하고 진주군(晉州君)에 봉해졌다.[2]  시호는 원정공이다
  - 10세손 하윤원(河允源)이 문과급제 후 1342년 공민왕 때 전리총랑(典理摠郞)으로서 개경수복의 공으로 수충좌리공신이 되었다. 우왕 때 대사헌에 이르고 진산부원군 봉해졌다. 성리학자이자 관료로서  이색, 정몽주와 교류하였다.
  - 11세손 하자종은 문과급제 후 고려조정에서 병부상서에 이르고 조선개국 후 공조참의로 명나라에 세공마 압령함. 명나라 황제로 부터 고황후전을 하사받고 귀국함. 두문동 72현으로 고려조에 충절을 지키고자 하였고 세종 때 공안부윤과 판청주목사 역임함. 정몽주와 교류하며 학문적인 깊은 우애가 있었고 성리학자로서 명성이 높았다.
  - 12세손 하연(河演) 고려 말 권문세족 검교시중 이인복의 손자 이존성의 사위이다. 여말선초의 명사인 강회백과 고종사촌이자 동서지간이 된다. 호는 경재, 시호는 문효공이다. 문종의 왕세자 당시 스승이다. 하연은 아버지 하자종과 친분이 있는 정몽주의 제자로서 1376년 문과에 급제한다. 동생 하결도 문과에 급제하여 대사간에 이르게 된다. 하연은 의정부 6조 판서와 대사헌, 대제학, 우의정, 좌의정을 거쳐 황희를 이어 조선 세종(世宗)조에 영의정에 이르고 궤장을 하사 받았다. 세종 재위 당시 비서실장격인 지신사로서 상왕 태종 사이 신중한 처신으로 오해가 불신이 생기지 않도록 하여 두 임금으로부터 각별한 총애와 대우를 받는다.  당시 문사들로 부터 추앙을 받았고 안평대군과 금성대군과도 친분을 유지하며 교류를 하였다. 문종 승하 후 단종으로 왕위가 계승 될 시기에 영의정으로서 섭정을 맡아 수양대군 세력으로부터 위협에 맞서 단종에게 왕위계승을 무사히 성사시킨다. 조선 문종 종묘배향공신이다.
  - 하위지는 호는 단계, 시호는 충렬공이다. 외가인 구미시 선산이 고향이며 아버지는 하담은 1402(태종2년) 문과급제후 제주판관, 경상도 주전별감, 청송군수를 역임한 하담이다. 하위지는 세종 20년 문과에 장원급제 후 집현전에서 세종을 도와 많은 공적이 있다. 여러 주요관직을 거쳐 예조참판에 이르렀으며 사육신의 한 사람으로서 충신들과  단종복위를 시도하다 발각되어 아들 2명(하호,하박)과 함께 처형당함. 세조는 하위지와 개인적인 친분이 있었고 그의 인품과 능력을 아껴 심문 중 여러 번 회유하였으나 이를 거부하고 처형된다. 사육신 중  박팽년과 함께 조카 하분,하포,하원(귀동에서 개명)를 통하여 유일하게 후손들이 있다. 하성(河成)의 8세손인 사육신 하위지(河緯地)의 계대가 1828년(순조 28년)에 발간된 사직공파 《진양하씨세보 무자보》가 발굴되어 사직공파의 계보로 밝혀졌다.[3][4]
  - 하응림는 1559년 정시 문과 급제 후 검열, 봉교 등 사관을 지낸다. 사간원 정언, 공조정랑, 예조정랑을 지내다가 32세 요절한다. 송익필과 더불어 조선의 8문장가 중 한사람이다. 조선중기 학자들로 부터 추앙을 받았다.
  - 하백원 조선후기 실학자 호는 규남 자승거, 자명종을 만들었고 만국전도, 동국지도 제작. 학행으로 천거를 받아 형조좌랑, 석성현감을 역임함
  - 하장수는 조선 말기의 유학자이자, 대한제국의 사회운동가로 한말 당시 국제 정세에 밝아 청나라와 서구 열강과 왜국에 관한 동향 등을 알고 "조선이 하루속히 군관민이 일체화된 ‘군병체제’를 갖추어 앞날을 대비해야 한다"고 주장한 선각자이다. 이는 당시 개화파 이론가들과 개화사상가들에게서 찾아볼 수 없는 주장이었다.
  - 하상기는 고종의 측근으로 활동하였으며 독립운동가 김란사의 남편. 인천감리, 중추원의관, 종2품 농상공부 공무국장 역임
  - 하재세는 대한제국의 교육자로 일제의 눈을 피해가며 국권회복을 역설하고 특히 독립자금을 비밀리에 지원하였으며, 일명 '천황폐하진양하 사건(天皇陛下晉陽河 事件)'의 당사자로 추정되는 사회운동가이다.

진주 하씨는 조선시대 종묘배향공신 하륜(河崙)과 하연(河演) 2명, 상신 2명, 대제학 1명, 문과급제자 45명, 무과급제자 88명을 배출하였다. 
LG 그룹 창업주 구인회 회장의 어머니는 하근 여사이며 2대회장 구자경 회장의 배우자이자 구본무 회장의 어머니는 하정임 여사이다. 그리고 효성그룹 창업주 조홍제 회장의 배우자이자 조석래 회장이 어머니 하정옥 여사이다. 두 재벌가의 외가집이 진주지역의 대부호가로서 진주하씨 집안이다.
법조계에서는 하경철 헌법재판관, 하창우 대한변협회장, 하종홍 대구지방변호사회회장과 하경효 , 하태훈, 하명호 고려대 법대교수 등이 있고 금융계는 하영구 은행연합회장, 하영기 한국은행 총재, 하춘수 대구은행장 등이 학계에서는 하경근 중앙대 총장, 하서현 강원대 총장, 하우송 경상국립대 총장, 하두봉 서울대 부총장, 하용출, 하영선 서울대 정치외교학과 교수 등이 재계에서는 하현회 LG 유플러스 대표이사, 하석주 롯데건설 대표이사, 하원만 현대백화점 대표이사, 하원기 현대산업개발 대표이사, 하언태 현대자동차 대표이사, 하기주 코오롱 대표이사 등, 정관계 인사로는 하금열 대통령 비서실장, 하동만 특허청장, 하병필 대통령비서실 사회통합비서관, 하대성 경상북도 정무부지사, 하영제 전 산림청장, 하복동 감사원 사무총장, 언론계에서는 하남신 SBS 논설위원, 하종대 동아일보 논설위원 등이 활약하였고 군인사에는 하창호 육군교육사령부 부사령관, 하대봉 육군대총장 등이 있다. 의학계에서는 하종원 세브란스병원장, 하권익 서울보훈병원장, 하상호 조선대 병원장, 하은희 이화여대 의과대학장, 하충식 창원한마음병원이사장 등이 있으며, 문화예술계에서는 국제적으로 알려진 하승무 시인(역사신학자) 등이 있다. 이외에도 수 많은 사람들이 사회 각 분야에서 활동을 하고 있다.

## 기원
1451년(문종 1) 진주 하씨(晋州河氏) 최초의 족보 《경태보(景泰譜)》 서문에 하연(河演)이 다음과 같이 기록하였다.
오하(吾河)는 진주의 토성으로 백제시대(百濟時代)에 타주(陀州)로 불릴 때부터 사대부(士大夫)의 문벌이었으나 세계가 무전(無傳)하고 《고려사》에 나타난 시랑(侍郞) 하공진과 동원(同源)이라 하나 분파 계대(系代)가 확실하지 않고, 또 강인문(姜引文 : 給事)이 정승에게 시를 보냈을 때 하복야(河僕射)라 했을 뿐 휘(諱)를 알 수 없으므로 이를 한탄하여 고려 정종·문종 양조에 사직을 지낸 하진(河珍)을 시조로 하였다.

족보를 편찬할 당시 하연과 하륜은 서로 교분이 두터웠던 같은 시대의 정승(政丞)이었으나 서로 계보(系譜)를 상고할 수 없어 시조를 달리 하였다.

## 본관
진주(晋州)는 경상남도 서부에 위치한 지명이다. 본래 백제의 거렬성(居烈城)이다. 663년(문무왕 3) 신라에 편입되어 거타주(居陀州)가 설치되었으며, 685년(신문왕 5)에 청주(菁州)를 설치하였다가, 757년(경덕왕 16)에 강주도독부(康州都督府)로 개칭되었다가 혜공왕 때 청주(菁州)로 개칭되었다. 고려 건국 후 940년(태조 23)에 다시 강주로 환원되었고, 983년(성종 2)에 12목의 하나인 진주목으로 개편하였다. 995년(성종 14)에는 정해군(定海軍)이라 하고 절도사(節度使)를 두어 산남도(山南道)에 속하게 하였다. 1012년에 안무사(按撫使)로 고쳤다가, 1018년(현종 9)에 진주목으로 복구되었다. 1392년(태조 1) 조선 건국 후 현비(顯妃) 강씨(康氏)의 내향(內鄕)이므로 진양대도호부(晉陽大都護府)로 승격하였으나 1402년(태종 2)에 진주목으로 환원되었다.
세종실록지리지에 경상도 진주목의 토성(土姓)으로 정(鄭)·하(河)·강(姜)·소(蘇) 4성이 기록되어 있다.
1896년 경상남도 진주군으로 개편되었다. 1939년 진주읍이 시로 승격하면서 나머지 지역이 진양군으로 개칭되었으며, 1995년 진양군이 진주시에 통합되었다.

## 인구
2015년 대한민국 통계청의 인구주택총조사에 따르면, 진주 하씨 160,307명, 진양 하씨 65,836명으로 총 226,143명이다.
| 조사 년도 | 조사 년도 | 인구 (명) | 가구   | 남자 (명) | 여자 (명) |
| --------- | --------- | --------- | ------ | --------- | --------- |
|           | 1985년    | 178,866   | 43,237 | 정보 없음 | 정보 없음 |
|           | 2000년    | 192,869   | 60,705 | 98,365    | 94,504    |
|           | 2015년    | 226,143   |        | 113,616   | 112,527   |

## 항렬자

### 시랑공파
| 26세     | 27세     | 28세     | 29세              | 30세              | 31세          | 32세              | 33세          | 34세                       | 35세          | 36세                       | 37세                 | 38세                       | 39세          | 40세              | 41세          | 42세              | 43세   | 44세     | 45세   | 46세     | 47세   | 48세     | 48세   | 50세     |
| -------- | -------- | -------- | ----------------- | ----------------- | ------------- | ----------------- | ------------- | -------------------------- | ------------- | -------------------------- | -------------------- | -------------------------- | ------------- | ----------------- | ------------- | ----------------- | ------ | -------- | ------ | -------- | ------ | -------- | ------ | -------- |
| 口청(淸) | 口중(中) | 口태(泰) | 口현(賢) 口수(秀) | 口운(運) 口도(圖) | 재(載) 치(致) | 口진(鎭) 口준(駿) | 영(永) 석(錫) | 口근(根) 口봉(鳳) 口구(九) | 병(炳) 회(會) | 口준(埈) 口종(宗) 口녕(寧) | 현(鉉) 성(成) 재(載) | 口옥(沃) 口기(紀) 口손(巽) | 표(杓) 강(康) | 口경(炅) 口재(宰) | 규(圭) 연(延) | 口석(錫) 口규(揆) | 민(旼) | 口동(東) | 희(熙) | 口곤(坤) | 금(錦) | 口왕(汪) | 백(柏) | 口형(炯) |

### 사직공파
| 24세   | 25세     | 26세     | 27세              | 28세                 | 29세                       | 30세                        | 31세                                | 32세                        | 33세                                | 34세                 | 35세                       | 36세                 | 37세                       | 38세                 | 39세              | 40세          | 41세              | 42세          | 43세              | 44세          |
| ------ | -------- | -------- | ----------------- | -------------------- | -------------------------- | --------------------------- | ----------------------------------- | --------------------------- | ----------------------------------- | -------------------- | -------------------------- | -------------------- | -------------------------- | -------------------- | ----------------- | ------------- | ----------------- | ------------- | ----------------- | ------------- |
| 경(慶) | 口기(基) | 口진(鎭) | 口낙(洛) 口홍(泓) | 영(榮) 룡(龍) 상(相) | 口섭(燮) 口용(容) 口대(大) | 주(周) 재(在) 원(垣) 재(載) | 口선(善) 口호(鎬) 口종(鍾) 口석(錫) | 태(泰) 홍(洪) 청(淸) 옥(沃) | 口래(來) 口수(秀) 口목(穆) 口권(權) | 헌(憲) 성(性) 연(然) | 口철(喆) 口준(埈) 口배(培) | 상(商) 정(鋌) 용(鏞) | 口순(淳) 口해(海) 口구(求) | 동(東) 병(柄) 병(秉) | 口희(熙) 口열(烈) | 중(重) 규(圭) | 口전(銓) 口현(鉉) | 준(準) 영(永) | 口식(植) 口근(根) | 환(煥) 병(炳) |

## 조선 왕실과의 인척관계
- 고성옹주(정종의 서녀) 사위 하징
- 명숙공주(세조의 손녀) 며느리 진주하씨
- 완성군 (정종의 손자) 며느리 진주하씨
- 함양옹주 (정종의 서녀) 며느리 진주하씨
- 덕천군(정종의 서자) 며느리 진주하씨
- 밀성군(세종의 서자)사위 하한문
- 선성군(정종의 서자) 손녀사위 하취양
- 성종의 후궁 숙의하씨 (계성군 이순의 모)

## 문화재
- 백산서원(柏山書院) - 전라북도 문화재자료 제160호